# Rayhana Obermeyer
Rayhana Obermeyer, más conocida como Rayhana, es una actriz, comediante, guionista y directora argelina.

## Biografía
Obermeyer nació el 1 de noviembre de 1963 en Argelia. Se mudó a Francia a los 36 años en 2000 y comenzó a perseguir una carrera como actriz allí.

## Filmografía

### Como actriz
- Ce Chemin Devant Moi, 2012.
- Déjalos venir, 2015.[3]

### Como directora
- À Mon Âge je me Cache Encore Pour Fumer (Todavía me escondo para fumar) 2016.[4][5][6][7][8]